# ユニコーン (空母)
ユニコーン (HMS Unicorn, I72) は、イギリスの軍艦で、イギリス海軍が第二次世界大戦と朝鮮戦争で運用した航空母艦。同型艦はない。
航空機補修施設を内部に設け、艦隊に随伴して艦上機の補給や修理を行うことを目的とした「航空機補修空母 (Maintenance Carrier) 」として建造された。第二次世界大戦中には通常の正規空母として運用され、実戦に参加した。

## 概要
イギリス海軍において、航空機による作戦をつかさどる部門は艦隊航空隊であった。
1930年代におけるイギリス海軍の研究で、長期作戦時の艦載機の損耗率が意外に高いことが判明した。このため、イギリス艦隊に随伴して航空機の補給及び修理にあたる航空機補修艦（Aircraft Maintenance Ship）として建造が承認されたのが本艦である。ベルファストのハーランド・アンド・ウルフ社で建造された。
その能力は、イラストリアス級航空母艦3隻分の支援能力を持たされ、艦内には作業場と3万6000ガロンの航空燃料を含む必要物資が搭載された。1943年に就役後、地中海攻防戦におけるイタリア侵攻に通常の空母として作戦に参加した。
1943年末、本格的に補修艦（工作艦）に改装され、修理および補給任務に従事する。太平洋戦争におけるインド洋の戦いやビルマ戦役で、東洋艦隊やイギリス太平洋艦隊の作戦を支援した。日本の降伏後、予備役となる。1950年代に朝鮮戦争が勃発すると、再就役して極東に派遣された。

## 艦形

### 設計・内装

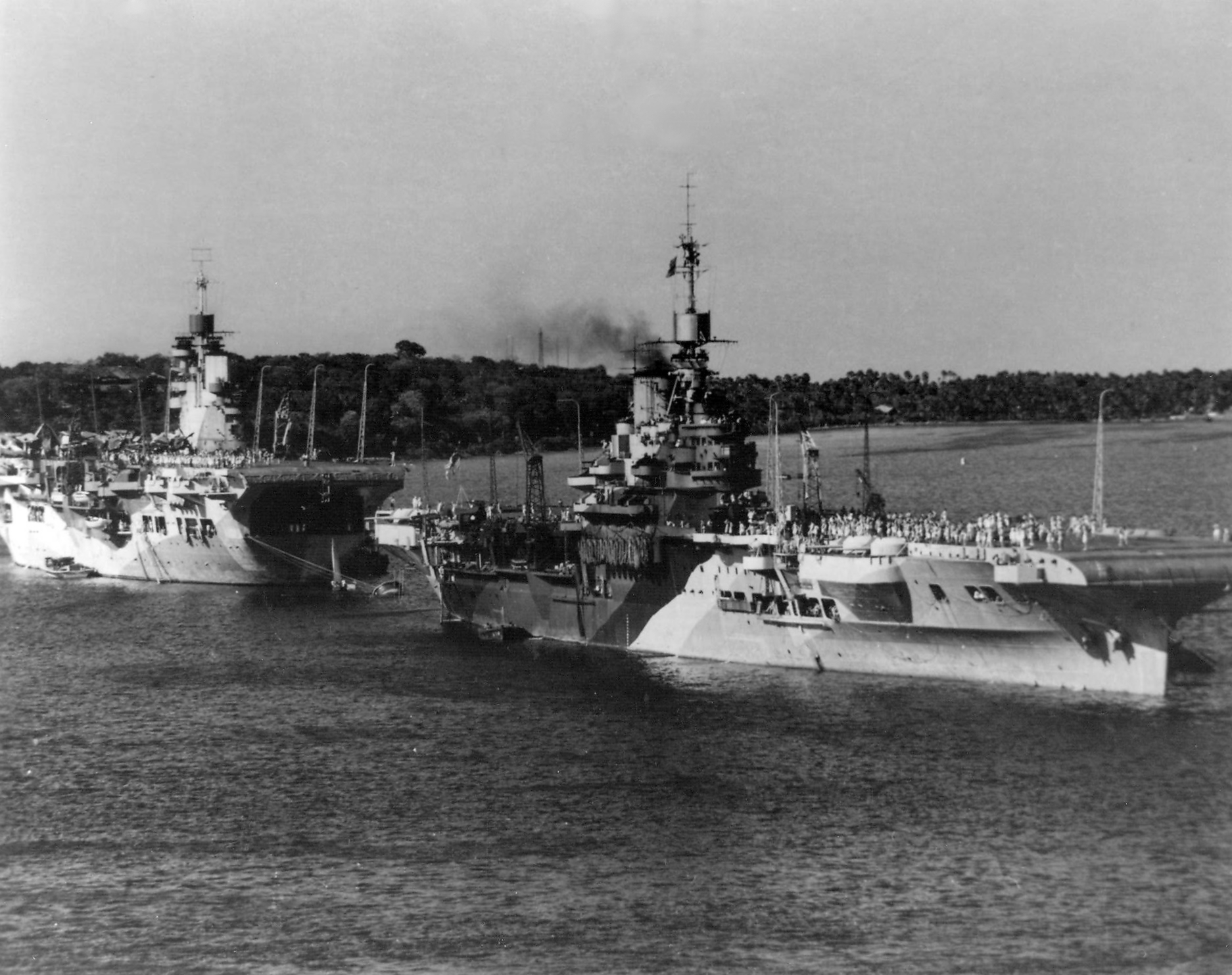
1944年にセイロン島トリンコマリーで撮影された「ユニコーン（左）」と「イラストリアス（右）」。イラストリアス級の装甲空母と、航空修理施設を内蔵する本艦との違いが良く判る。

本艦の設計は正規空母「アーク・ロイヤル」の影響を大きく受け、飛行甲板を延長するためエンクローズド・バウと大型のアイランドと艦尾からオーバーハングした飛行甲板後部を持っていた。
この時期のイギリス空母は、ドック能力の関係で全長を抑える代わりに復元性を重視した幅広の船体が特徴であった（幅広の船体には上部重量増加への対策の側面もあった）。その中でも本艦は航空機修理施設を艦内に収容する必要性から高速性よりも容積を重視したため、166 メートル (m)の全長に比して全幅は27 mもあり、縦横比はイラストリアス級の7.0 - 7.2に対してユニコーンは6.14という戦艦に匹敵する数値であった。その一方で飛行甲板長は195.1 m×24.4 mで、戦艦改造空母「イーグル」と同等の長さがあった。
また本艦の設計時におけるイギリス海軍は、艦上機を半数をアメリカ合衆国からの輸入で賄っており、最終的に艦載機の64%がアメリカ製であった。このため本艦やコロッサス級航空母艦の格納庫およびエレベーターは、アメリカ製の艦載機を搭載可能とするためにアメリカ海軍の規格で設計された。このため格納庫の高さはイラストリアスの4.9 m、インドミタブルの4.3 mに対して本級は5.0 mに拡大した。また格納庫は二階建てとなったために、水線面から飛行甲板の高さがイラストリアス級が11.6 - 12.6 mに比して14 mもあった。
内装面では、航空機補修艦として航空機修理施設や補用部品保管用倉庫を併設し、イラストリアス級航空母艦3隻分の支援能力を有していた。
| 艦名                 | 排水量      | 水線長  | 水線幅 | 飛行甲板長 | 縦横比 | 飛行甲板高 | 格納庫高 |
| -------------------- | ----------- | ------- | ------ | ---------- | ------ | ---------- | -------- |
| イーグル             | 2万1850トン | 170.0 m | 28.3 m | 198.0 m    | 7.2    | 13.6 m     | 6.2 m    |
| イラストリアス       | 2万3000トン | 205.1 m | 29.2 m | 229.6 m    | 7.0    | 11.6 m     | 4.9 m    |
| インディファデガブル | 2万3450トン | 210.3 m | 29.2 m | 231.6 m    | 7.2    | 12.9 m     | 4.3 m    |
| ユニコーン           | 1万4950トン | 166.1 m | 27.4 m | 195.1 m    | 6.1    | 14.0 m     | 5.0 m    |

### 外観
船体構造は水面から乾舷までの高い設計であった。水面から傾斜した艦首から航空機格納庫がせりあがるエンクローズド・バウと呼ばれる形状である。飛行甲板の艦首にはカタパルト1基を内蔵し、船体中央部に四角形のエレベーターが前後に1基ずつの計2基が配置された。
飛行甲板右舷部に艦橋と煙突が一体化したアイランドが設けられ、艦橋と煙突のあいだに三脚型の主マストが立つ。アイランドの背後に艦載機や艦載機の揚収のためにクレーンが片舷1基ずつ計2基が付く。艦載艇は格納庫の下に収容スペースを設けて搭載され、小型のボートはアイランドの下に吊り下げられた。
武装は飛行甲板を阻害しないように配置され、主武装の10.2cm高角砲は防盾の付いた連装砲架で舷側に砲座（スポンソン）を設けて片舷2基ずつの計4基が配置されていた。他の近接火器として4cmポンポン砲は四連装砲架で4基とエリコン 2cm（76口径）機関砲を搭載した。
艦体塗装については、就役当初、複雑な迷彩（海軍省欺瞞迷彩：英: Admiralty disruptive pattern）を採用していたが、第二次世界大戦後は単色グレー塗装（水線部のみは水色塗装）に改められている。

### 搭載機

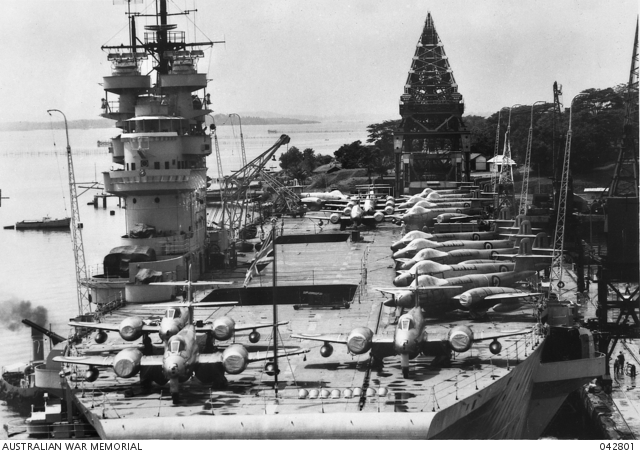
ユニコーンの飛行甲板を捉えた一枚。2基あるエレベーターが両方とも開放状態となっている。

搭載機変遷
1943年3月 計12機 800Sqn（シーハリケーンIIB・IIC×12）
1943年5月 計18機 818Sqn（ソードフィッシュ×9）＋824Sqn（ソードフィッシュ×9）
1943年7月 計23機 887Sqn（シーファイア×10）＋818Sqn（ソードフィッシュ×4）＋824Sqn（ソードフィッシュ×9）
1943年9月 計58機 ?（F4Ｆワイルドキャット×17）+?（シーファイア×38）+?（ソードフィッシュ×3）

### 兵装
本艦の兵装としては、Mk V QF 4インチ（10.2cm（45口径）連装高角砲を4基、QF 2ポンド4連装対空機関砲を4基備えていた。

### 防御
本艦の水線部は末端部で51ミリメートル (mm)、中央部は76 mm装甲が張られていた。主甲板に51 mm装甲が張られていたが、これとは別に飛行甲板に51 mm装甲が張られていた。

### 機関
機関はこの時期のイギリス海軍艦艇で広く採用されたアドミラリティ式重油専焼三胴缶4基と、パーソンズ式ギヤードタービン2基で、最大出力4万馬力で速力24.0ノットを発揮した。機関室は横隔壁で4つに分けられた。ボイラー室には1室あたりボイラー2基ずつの計4基が搭載され、艦尾側にタービン2基を配置する様式を踏襲していた。

## 艦歴

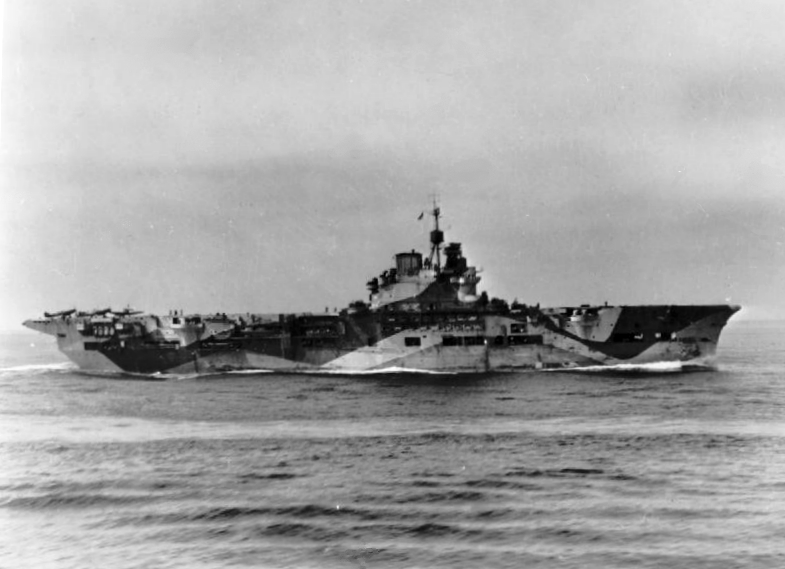
1943年に大西洋で撮られた「ユニコーン」。海軍省欺瞞迷彩(Admiralty disruptive pattern)が塗られている。

1943年3月12日に竣工した。24日、3個戦隊がユニコーンに乗艦し、クライド湾での着艦訓練および、本国水域での対潜作戦に従事した。1943年6月8日、本国艦隊に配属されたユニコーンは、イラストリアス (HMS Illustrious, R87) と共に、ノルウェー北部への掃討任務に向かい、7月上旬に帰還した。
航空機修理艦として意図されたにもかかわらず、ユニコーンは1943年8月には艦隊空母として運用されることになった。連合軍のサレルノ上陸作戦（アヴァランチ作戦）を支援するイギリス海軍空母小艦隊「フォースV」に配属された。フォースVは、護衛空母のアタッカー (HMS Attacker, D02) 、バトラー (HMS Battler, D18) 、ハンター (HMS Hunter, D80) 、ストーカー (HMS Stalker, D91) から構成され、フィリップ・ヴァイアン提督に率いられた。この任務は、陸軍指揮官からの依頼で2日から5日間に延長された。
護衛空母から発艦したシーファイアに関する特別の問題があった。これらの空母は低速力であったため、無風状態での着艦には危険が伴った。多くの機体が、敵との交戦よりも着艦ミスで失われた。180機あったシーファイアは任務の終了までにちょうど30機まで減少した。アヴァランチ作戦の後、ユニコーンは再び修理補給任務に戻り、航空機の修理・輸送、後方支援を担当した。
1943年12月から1944年前半までにユニコーンは極東に派遣され、空母「ヴィクトリアス」の到着の遅れに伴い、再び艦隊空母としての任務に従事した。東南アジアの作戦を担当していた日本海軍の南西方面艦隊に空母や高速戦艦は配備されておらず、大規模な海戦は生起しなかった。イギリス東洋艦隊は日本軍の基地に幾度か航空戦を実施した（インド洋攻防戦）。
ユニコーンは、オーストラリアへの移動海軍航空基地 (Mobile Naval Air Bases, MONABs) の設置を支援した。それらはイギリス海軍およびイギリス連邦の海軍が独自に太平洋で活動するために必要であった。第2移動海軍航空基地の先発隊は16機の航空機と共に1944年12月、シドニーのオーストラリア空軍バンクスタウン基地にユニコーンから陸揚げされた。これらは先発隊と共にオーストラリア空軍の支援を受けて構成された。
第二次世界大戦後の1946年、予備役に編入されたが、朝鮮戦争の勃発に伴って1949年に再就役した。ユニコーンは1950年6月から1953年10月までの間に韓国水域で、本国とイギリス連邦軍の空母を支援した。このときのユニコーンの任務内容は実に多種多様で、シンガポール航空工廠と連携しながら航空機整備任務、陸上基地展開機の整備支援、人員の輸送任務を行った。同戦争時には一度だけ戦闘機を搭載する空母としても活動したほか、10.2cm連装高角砲で朝鮮人民軍の陣地に艦砲射撃も行った。ユニコーンはこの任務を行ったイギリス海軍最後の空母となっている。

朝鮮戦争終結後、ユニコーンは1953年11月に退役した。1959年から翌年にかけて解体された。

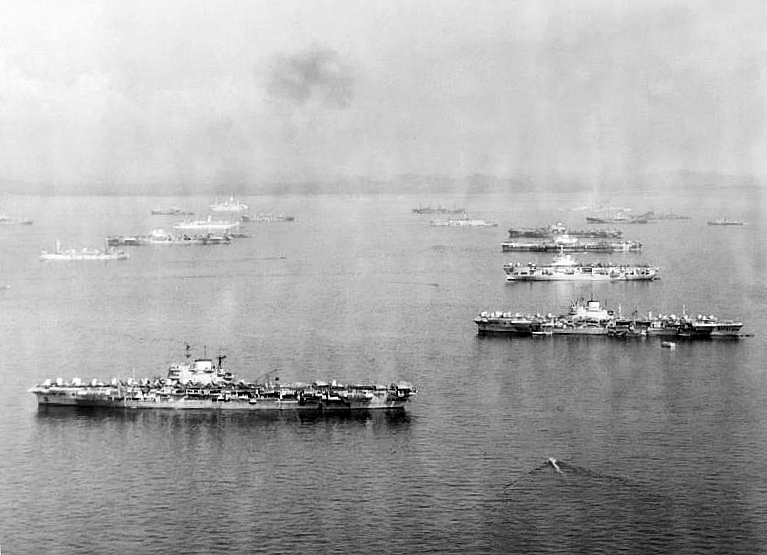
1945年に撮られた「ユニコーン」とイギリス太平洋艦隊。
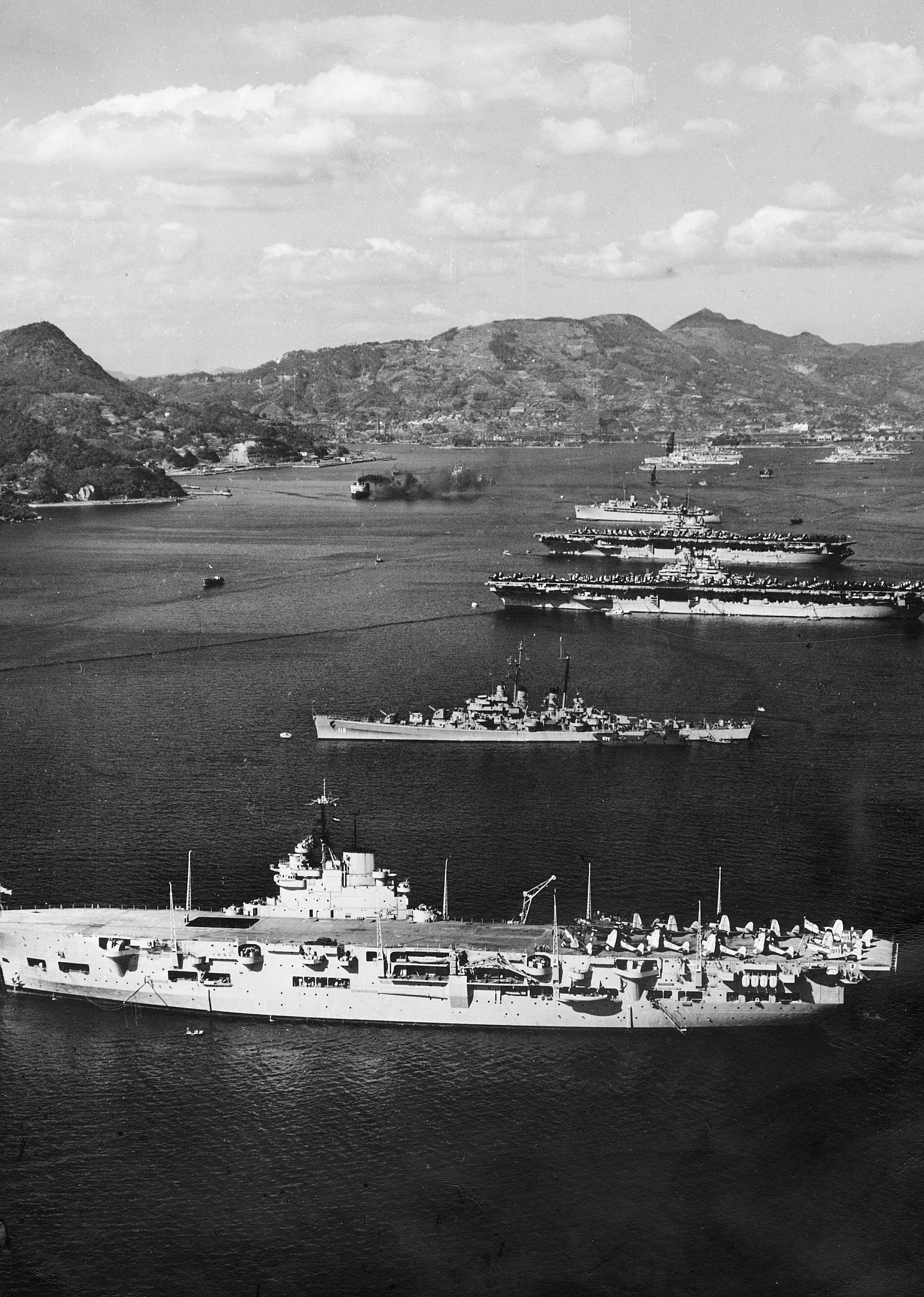
1950年代に佐世保で撮られた「ユニコーン」。背後の艦は軽巡洋艦「ジュノー（CLAA-119 Juneau）」、航空母艦「ヴァリー・フォージ（CV-45 Valley Forge）」「レイテ（CV-32 Leyte）」 。工作艦「ヘクター（AR-7 Hector）」と重工作艦「ジェイソン（ARH-1 Jason）」。
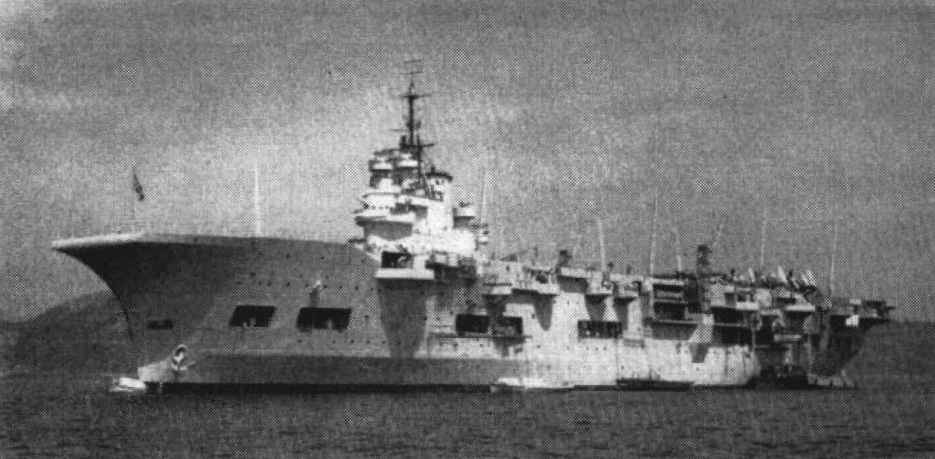
1951年に佐世保で撮られた「ユニコーン」。